# Championnat du Chili de football 1994
Navigation
Saison précédente Saison suivante
La saison 1994 du Championnat du Chili de football est la soixante-deuxième édition du championnat de première division au Chili. Les seize meilleurs clubs du pays sont regroupés au sein d'une poule unique où ils s'affrontent deux fois au cours de la saison, à domicile et à l'extérieur. À la fin du championnat, les deux derniers du classement sont relégués et remplacés par les deux meilleurs clubs de Segunda División, la deuxième division chilienne tandis que les 13e et 14e doivent passer par le barrage de promotion-relégation.
C'est le CF Universidad de Chile qui remporte le championnat cette saison après avoir terminé en tête du classement final, avec un seul point d'avance sur le CD Universidad Católica et dix sur le Club Deportivo O'Higgins. C'est le huitième titre de champion du Chili de l'histoire du club, le premier depuis 1969.
Le tenant du titre, Colo Colo, ne termine qu'à la quatrième place du classement, à treize points du nouveau champion.

## Les clubs participants
| - Colo Colo - CD Universidad Católica - CF Universidad de Chile - Unión Española - CD Coquimbo Unido - Deportes Temuco - Club de Deportes Cobreloa - CSD Rangers - Promu de Segunda División | - CD Everton de Viña del Mar - Regional Atacama - Promu de Segunda División - Club Deportivo O'Higgins - Deportes La Serena - Club Deportivo Palestino - Provincial Osorno - Club de Deportes Cobresal - Promu de Segunda División - Club de Deportes Antofagasta |

## Compétition
Le barème utilisé pour établir le classement est le suivant :
- Victoire : 2 points
- Match nul : 1 point
- Défaite : 0 point

### Classement
| Rang | Équipe                       | Pts | J  | G  | N  | P  | Bp | Bc | Diff |
| ---- | ---------------------------- | --- | -- | -- | -- | -- | -- | -- | ---- |
| 1    | CF Universidad de Chile      | 49  | 30 | 21 | 7  | 2  | 71 | 28 | +43  |
| 2    | CD Universidad Católica      | 48  | 30 | 21 | 6  | 3  | 84 | 26 | +58  |
| 3    | Club Deportivo O'Higgins     | 39  | 30 | 13 | 13 | 4  | 45 | 38 | +7   |
| 4    | Colo ColoTC                  | 36  | 30 | 12 | 12 | 6  | 52 | 34 | +18  |
| 5    | Club de Deportes Cobreloa    | 33  | 30 | 10 | 13 | 7  | 61 | 48 | +13  |
| 6    | Regional AtacamaP            | 31  | 30 | 13 | 5  | 12 | 51 | 41 | +10  |
| 7    | Unión Española               | 31  | 30 | 14 | 3  | 13 | 55 | 49 | +6   |
| 8    | Deportes Temuco              | 31  | 30 | 10 | 11 | 9  | 44 | 38 | +6   |
| 9    | Club de Deportes Antofagasta | 28  | 30 | 11 | 6  | 13 | 36 | 45 | -9   |
| 10   | CD Everton de Viña del Mar   | 28  | 30 | 11 | 6  | 13 | 36 | 55 | -19  |
| 11   | Club Deportivo Palestino     | 25  | 30 | 10 | 5  | 15 | 41 | 55 | -14  |
| 12   | Deportes La Serena           | 25  | 30 | 7  | 11 | 12 | 32 | 47 | -15  |
| 13   | CD Coquimbo Unido            | 25  | 30 | 8  | 9  | 13 | 30 | 45 | -15  |
| 14   | Provincial Osorno            | 21  | 30 | 6  | 9  | 15 | 30 | 57 | -27  |
| 15   | Club de Deportes CobresalP   | 15  | 30 | 3  | 9  | 18 | 32 | 52 | -20  |
| 16   | CSD RangersP                 | 15  | 30 | 2  | 11 | 17 | 27 | 69 | -42  |

|  | Qualification pour la Copa Libertadores 1995                                     |
|  | Qualification pour la Liguilla pré-Libertadores                                  |
|  | Participation au barrage de promotion-relégation                                 |
|  | Relégation directe en Segunda Division                                           |
|  | T : Tenant du titre C : Vainqueur de la Copa Chile P : Promu de Segunda Division |

### Liguilla pré-Libertadores
La Liguilla reprend la forme d'une poule regroupant les équipes classées entre la 2e et la 5e place. Le vainqueur accède à la prochaine édition de la Copa Libertadores, le deuxième se qualifie pour la Copa CONMEBOL.
| Rang | Équipe                    | Pts | J | G | N | P | Bp | Bc | Diff |  | Résultats (▼ dom., ► ext.) | Cat | Cob | O'H | Col |
| ---- | ------------------------- | --- | - | - | - | - | -- | -- | ---- |  | -------------------------- | --- | --- | --- | --- |
| 1    | CD Universidad Católica   | 5   | 3 | 2 | 1 | 0 | 9  | 4  | +5   |  | CD Universidad Católica    |     | 4-0 | 3-3 | 2-1 |
| 2    | Club de Deportes Cobreloa | 4   | 3 | 2 | 0 | 1 | 6  | 6  | 0    |  | Club de Deportes Cobreloa  |     |     | 4-1 | 2-1 |
| 3    | Club Deportivo O'Higgins  | 2   | 3 | 0 | 2 | 1 | 6  | 9  | -3   |  | Club Deportivo O'Higgins   |     |     |     |     |
| 4    | Colo Colo                 | 1   | 3 | 0 | 1 | 2 | 4  | 6  | -2   |  | Colo Colo                  |     |     | 2-2 |     |

|  | Qualification pour la Copa Libertadores 1995 |
|  | Qualification pour la Copa CONMEBOL 1995     |

### Barrage de promotion-relégation
Les 13e et 14e du classement affrontent en barrage les 3e et 4e de Segunda División. Les duels ont lieu sous forme de matchs aller-retour.
| Équipe 1                      | Résultat | Équipe 2          | Aller | Retour |
| ----------------------------- | -------- | ----------------- | ----- | ------ |
| Deportes Colchagua (D2)       | 2 - 4    | CD Coquimbo Unido | 1 - 1 | 1 - 3  |
| CD Arturo Fernandez Vial (D2) | 0 - 3    | Provincial Osorno | 0 - 0 | 0 - 3  |

## Bilan de la saison
| Championnat du Chili de football 1994 |                                                    |
| Champion                              | CF Universidad de Chile (8e titre)                 |
| Coupes et trophées                    |                                                    |
| Vainqueur de la Coupe du Chili 1994   | Colo Colo                                          |
| Qualifications continentales          |                                                    |
| Copa Libertadores 1995                | CF Universidad de Chile                            |
| Copa Libertadores 1995                | CD Universidad Católica                            |
| Copa CONMEBOL 1995                    | Club de Deportes Cobreloa                          |
| Promotions et relégations             |                                                    |
| Promus en Primera División            | Club Deportivo Huachipato Club Deportes Concepción |
| Relégués en Segunda División          | CSD Rangers Club de Deportes Cobresal              |